# Ricardo Reyes
Luis Ricardo Reyes Moreno (Monterrey, 1991. április 3. –) a mexikói válogatott labdarúgója, aki jelenleg a Club Atlas játékosa.
Bekerült a 2017-es konföderációs kupán részt vevő mexikó keretbe.

## Mérkőzései a válogatottban
| Mexikó | Mexikó              | Mexikó                                     | Mexikó             | Mexikó   | Mexikó       | Mexikó                         | Mexikó | Mexikó  |
| #      | Dátum               | Helyszín                                   | Hazai              | Eredmény | Vendég       | Kiírás                         | Gólok  | Esemény |
| ------ | ------------------- | ------------------------------------------ | ------------------ | -------- | ------------ | ------------------------------ | ------ | ------- |
| 1.     | 2017. február 8.    | Las Vegas, Sam Boyd Stadium                | Mexikó             | 1 – 0    | Izland       | barátságos                     | 0      | 46'     |
| 2.     | 2017. március 28.   | Port of Spain, Hasely Crawford Stadion     | Trinidad és Tobago | 0 – 1    | Mexikó       | vb-selejtező                   | 0      | 80'     |
| 3.     | 2017. május 27.     | Los Angeles, Los Angeles Memorial Coliseum | Mexikó             | 1 – 2    | Horvátország | barátságos                     | 0      | 10' 80' |
| 4.     | 2017. június 8.     | Mexikóváros, Estadio Azteca                | Mexikó             | 3 – 0    | Honduras     | vb-selejtező                   | 0      |         |
| 5.     | 2017. június 24.    | Kazany, Kazany Aréna                       | Mexikó             | 2 – 1    | Oroszország  | konföderációs kupa, csoportkör | 0      | 39'     |
| 6.     | 2017. július 2.     | Moszkva, Otkrityije Aréna                  | Portugália         | 2 – 1    | Mexikó       | konföderációs kupa, 3. helyért | 0      |         |
| 7.     | 2017. július 9.     | San Diego, Qualcomm Stadium                | Mexikó             | 3 – 1    | Salvador     | CONCACAF-aranykupa, csoportkör | 0      | 15' 46' |
| 8.     | 2017. július 16.    | San Antonio, Alamodome                     | Curaçao            | 0 – 2    | Mexikó       | CONCACAF-aranykupa, csoportkör | 0      |         |
| 9.     | 2022. augusztus 31. | Atlanta, Mercedes-Benz Stadion             | Mexikó             | 0 – 1    | Paraguay     | barátságos                     | 0      | 65'     |
|        | Összesen            |                                            |                    | 9        | mérkőzés     |                                | 0      | gól     |

## Sikerei, díjai
- Club Atlas
  - Mexikói kupa döntős: Apertura 2013